# Network (álbum)
Network é o primeiro álbum do trio austríaco Global Deejays lançado pela Megaliner Records em 2005.
O álbum Network ganhou popularidade mundial nas paradas de dance music e Electro house com as músicas What A Feeling (Flashdance) e The Sound of San Francisco.

## Faixas
1. Intro - 1:14
2. Stars On 45 - 4:44
3. What A Feeling (Flashdance) (Clubhouse Álbum Mix) - 3:34
4. Lonely - 4:28
5. Global Deejays ID - 0:22
6. The Sound Of San Francisco (Progressive Álbum Mix) - 3:44
7. Mr. Funk - 3:32
8. Shock Me - 3:30
9. Global Network ID - 0:17
10. Clap Your Hands - 4:45
11. Global Network Signation - 0:28
12. Happy Station - 4:02
13. Commercial Break - 0:26
14. It's The Music (Remix) - 3:58
15. What A Feeling (Flashdance) (Progressive Álbum Mix) - 3:17
16. Talkbox - 3:26